# Régiment des chasseurs de Franche-Comté
Le régiment des chasseurs de Franche-Comté est un régiment de cavalerie du royaume de France, de la République française et du Premier Empire, créé en 1675.

## Création et différentes dénominations

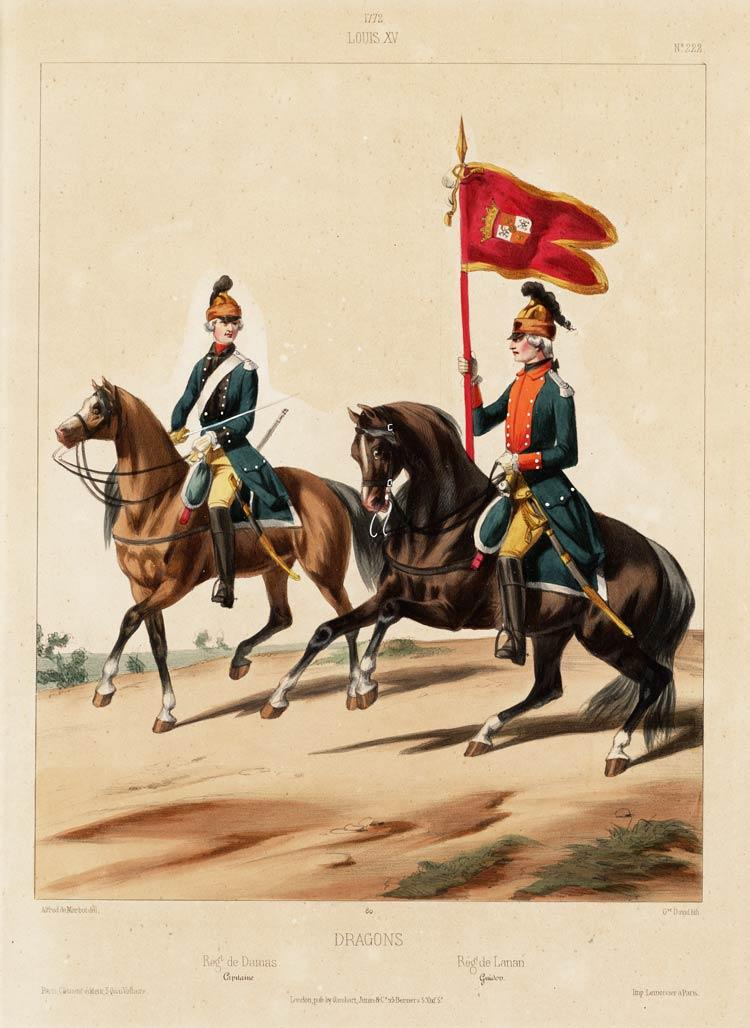
Porte-guidon du régiment de Lanan dragons (à droite) en 1772, illustration de Costumes militaires français depuis 1439 jusqu'en 1789 d’Alfred de Marbot.

- 11 novembre 1675 : création du régiment de Nancré dragons
- 11 novembre 1676 : renommé régiment de Bursard dragons
- 4 août 1681 : renommé régiment du Chevalier de Tessé dragons
- 2 avril 1692 : renommé régiment de Senneterre dragons
- 11 janvier 1705 : renommé régiment de Belabre dragons
- 1723 : renommé régiment de Plélo dragons
- 1729 : renommé régiment de Nicolaï dragons
- 1744 : renommé régiment de Bartillat dragons
- 1748 : renommé régiment d’Apchon dragons
- 20 février 1761 : renommé régiment de Nicolaï dragons
- 15 juin 1763 : renommé régiment de Lanan dragons
- 11 novembre 1782 : renommé régiment de Durfort dragons
- 17 mars 1788 : transformé en chasseurs, le régiment des chasseurs de Franche-Comté
- 1er janvier 1791 : renommé 4e régiment de chasseurs
- 24 septembre 1803 : renommé 4e régiment de chasseurs à cheval
- 1814 : renommé 4e régiment des chasseurs de Monsieur
- 1815 : renommé 4e régiment de chasseurs à cheval
- 1815 : licencié

## Équipement

### Guidons
4 guidons « de ſoye verte, Soleil au milieu brodé en or, & frangez d’or ».

### Habillement

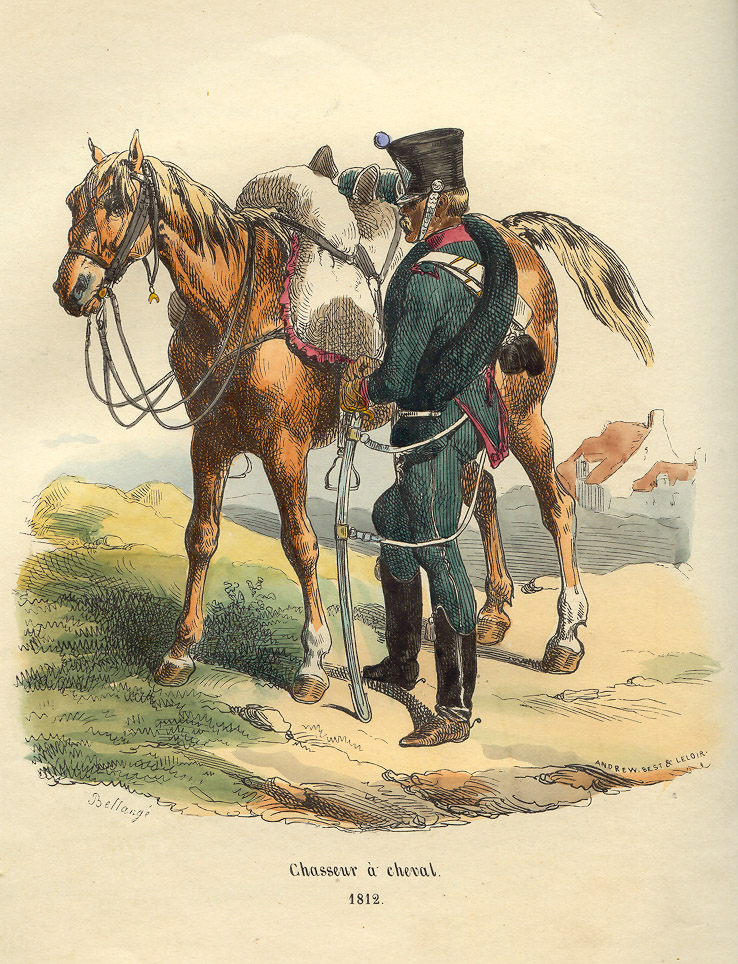
Chasseur à cheval de la Grande Armée, gravure de Bellangé illustrant l’Histoire de Napoléon de Laurent de l’Ardèche, 1843.

Uniformes
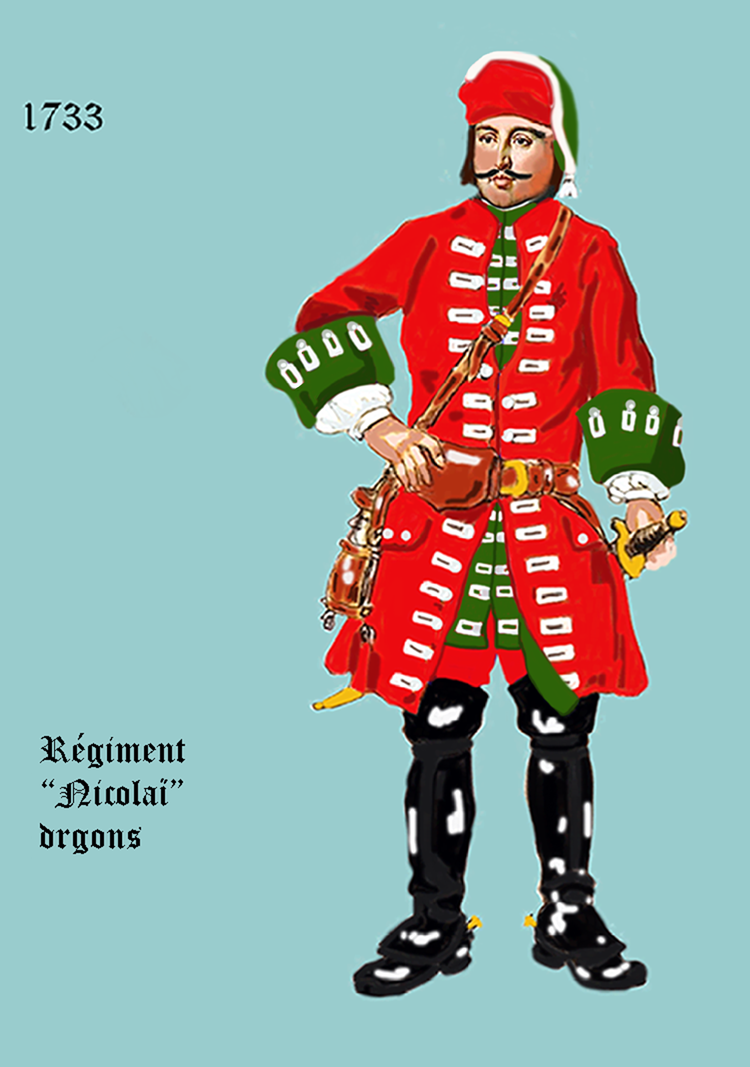
de 1733 à 1750
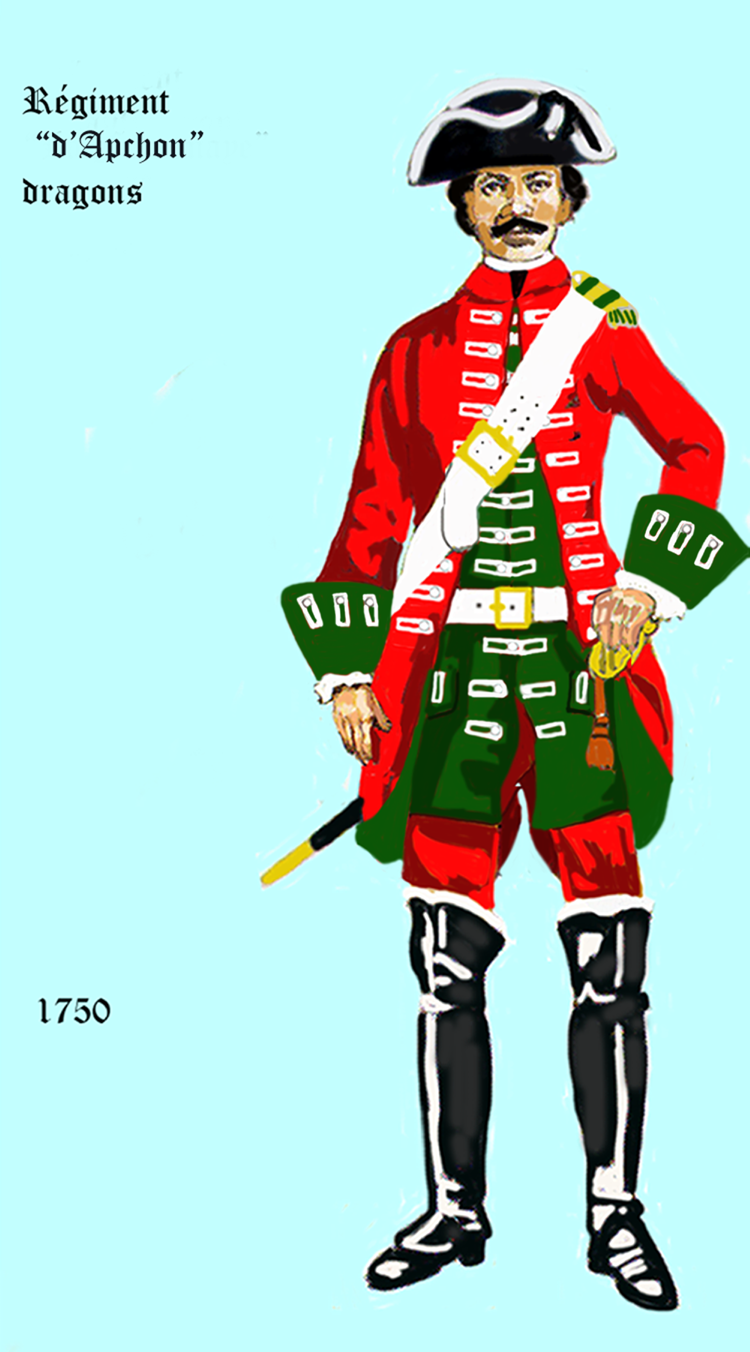
de 1750 à 1762
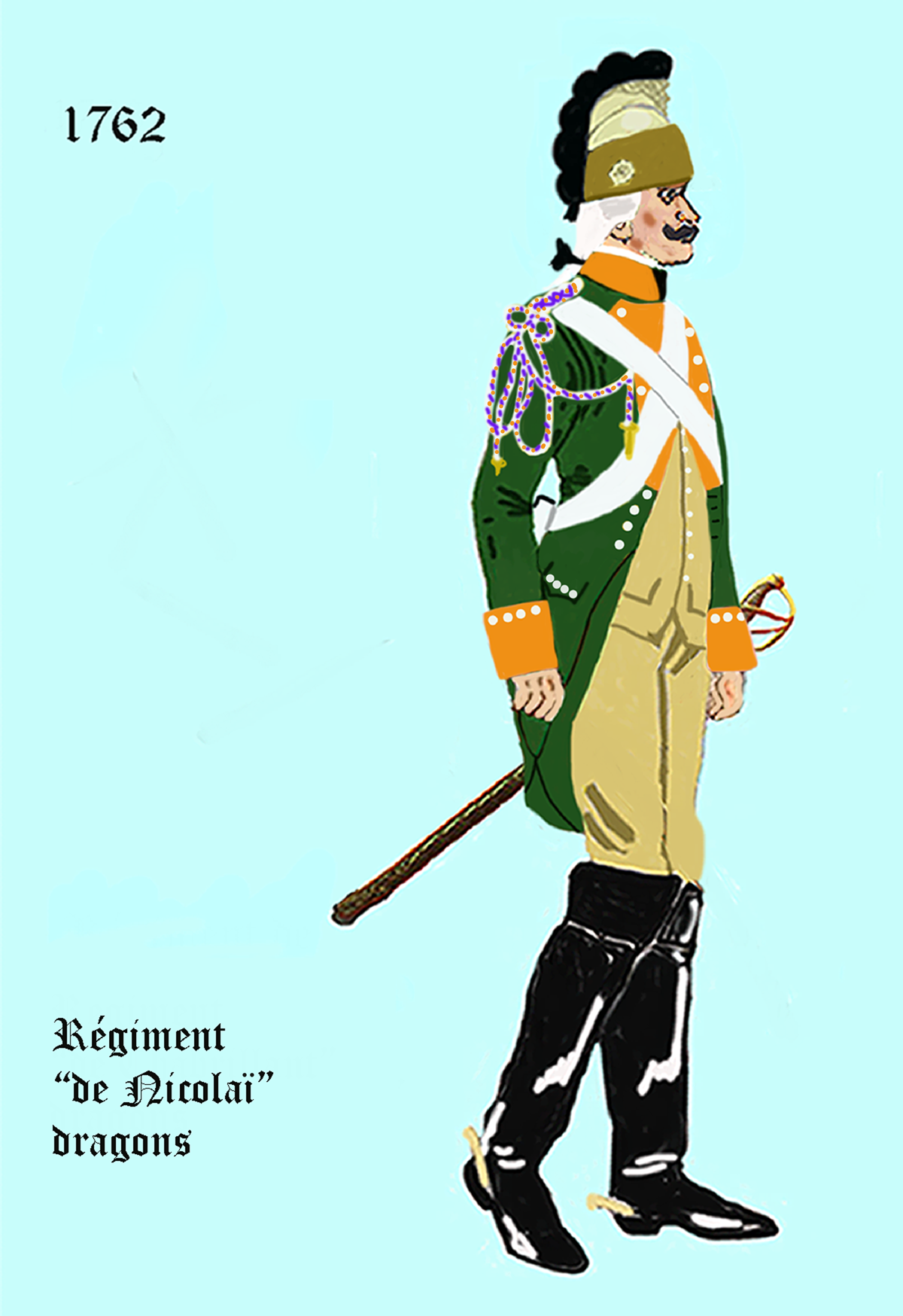
régiment de Nicolaï dragons de 1762 à 1763
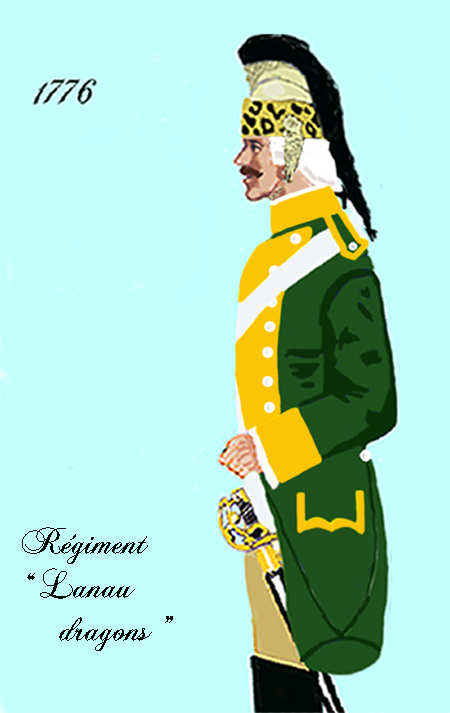
régiment de Lanan dragons de 1776 à 1779
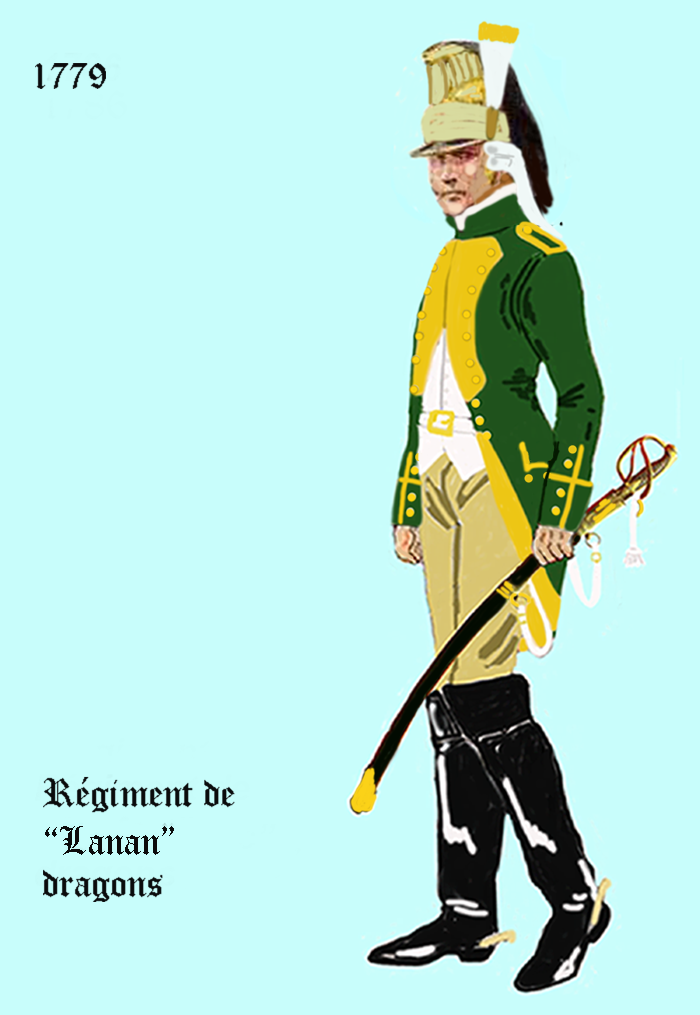
Lanan dragons de 1779 à 1786
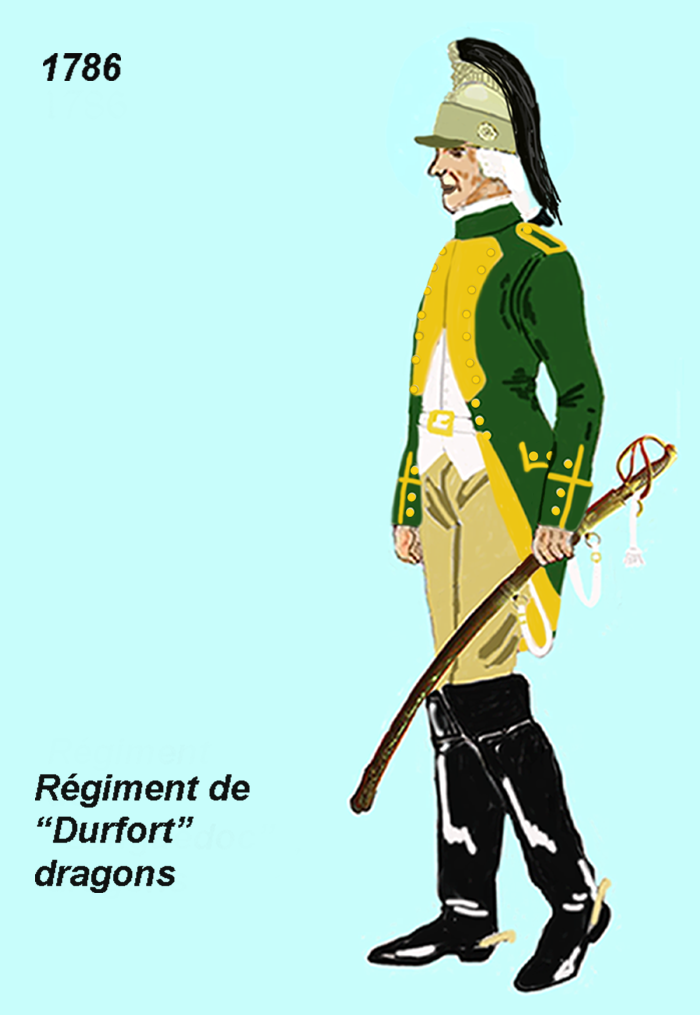
régiment de Durfort dragons de 1786 à 1788
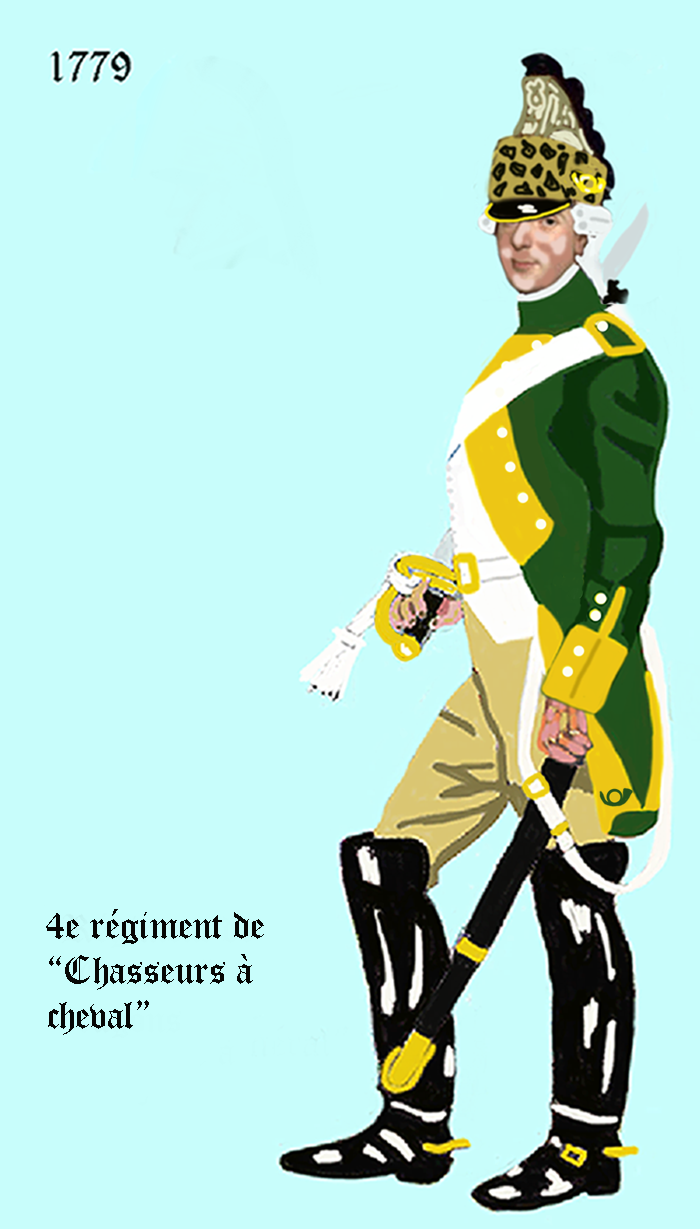
L'uniforme du 4e régiment de chasseurs à cheval de 1779 à 1786
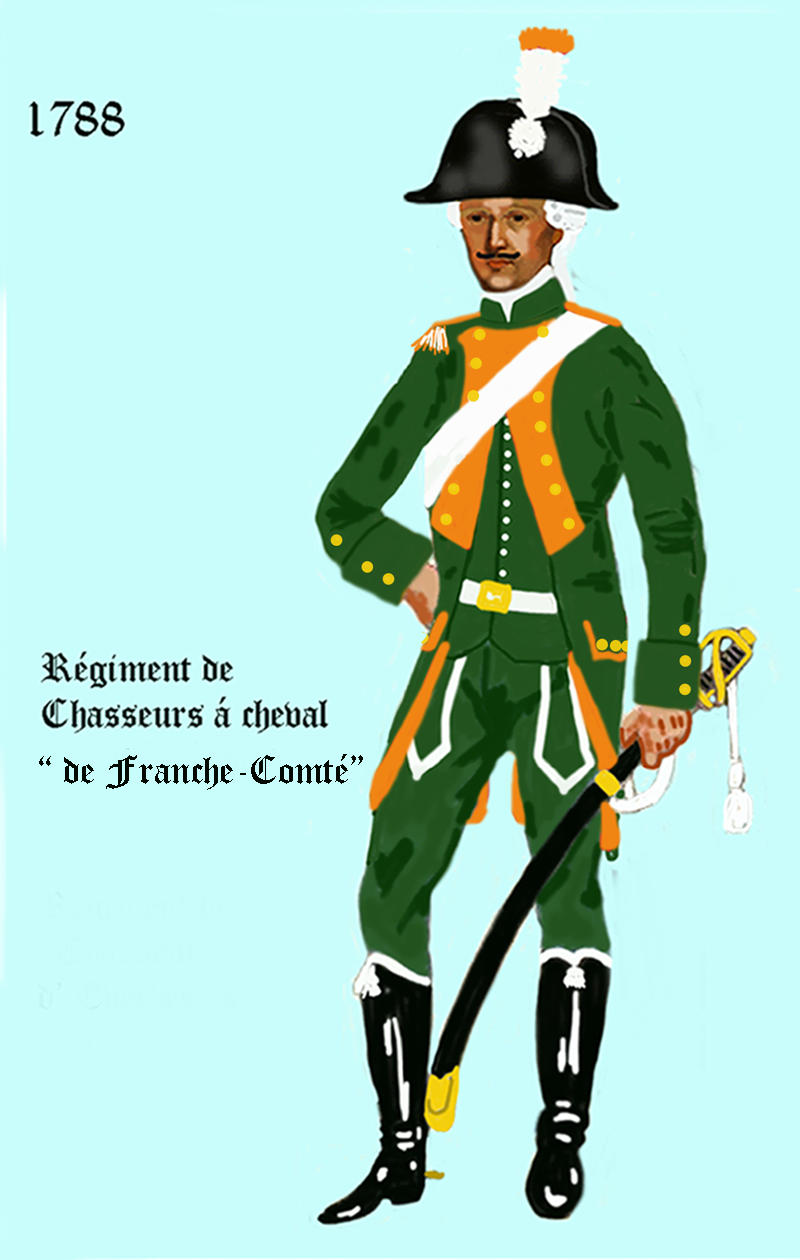
L'uniforme du régiment de chasseurs à cheval Franche-Comté de 1788 à 1789
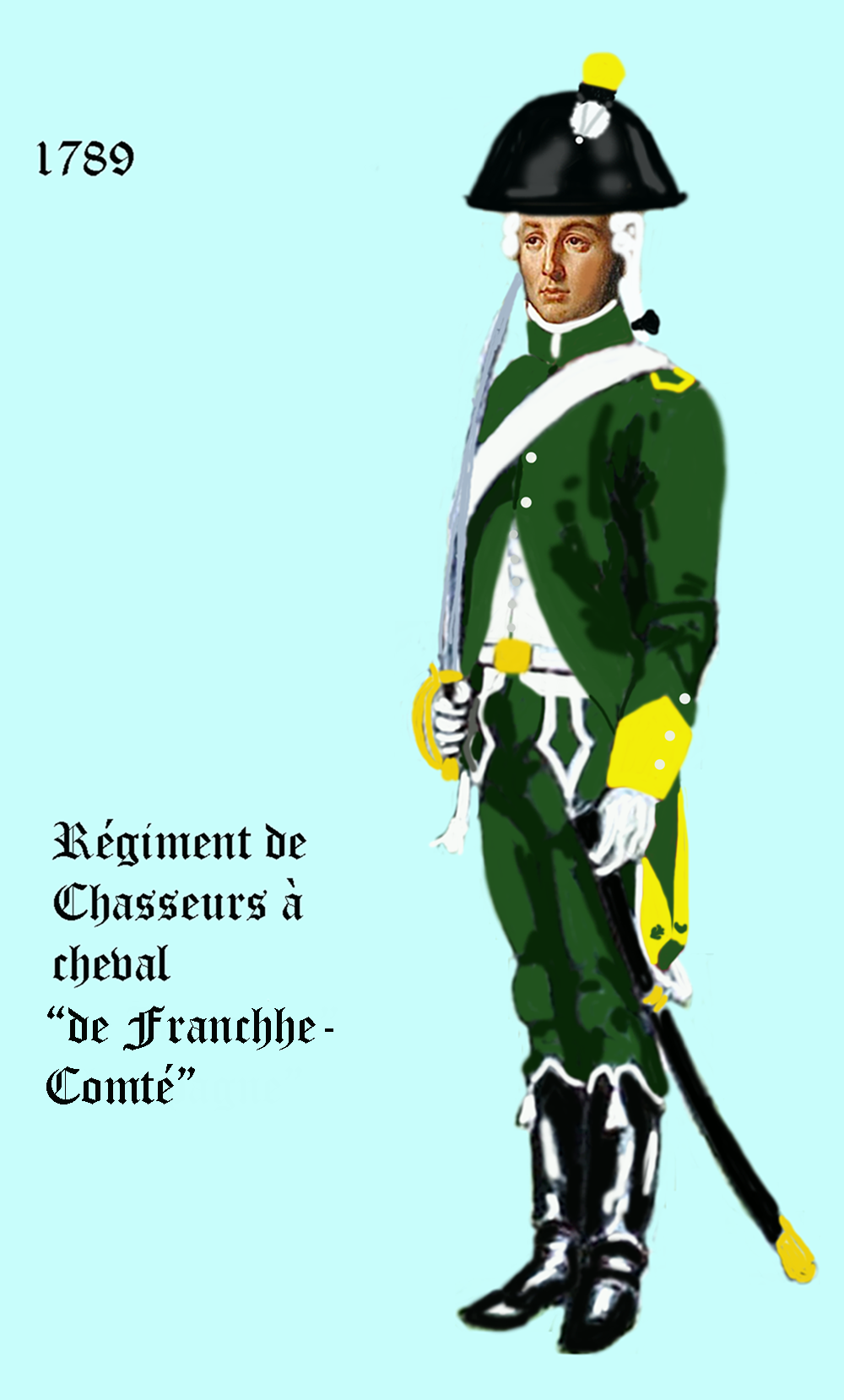
L'uniforme du régiment de chasseurs à cheval Franche-Comté de 1789 à 1791
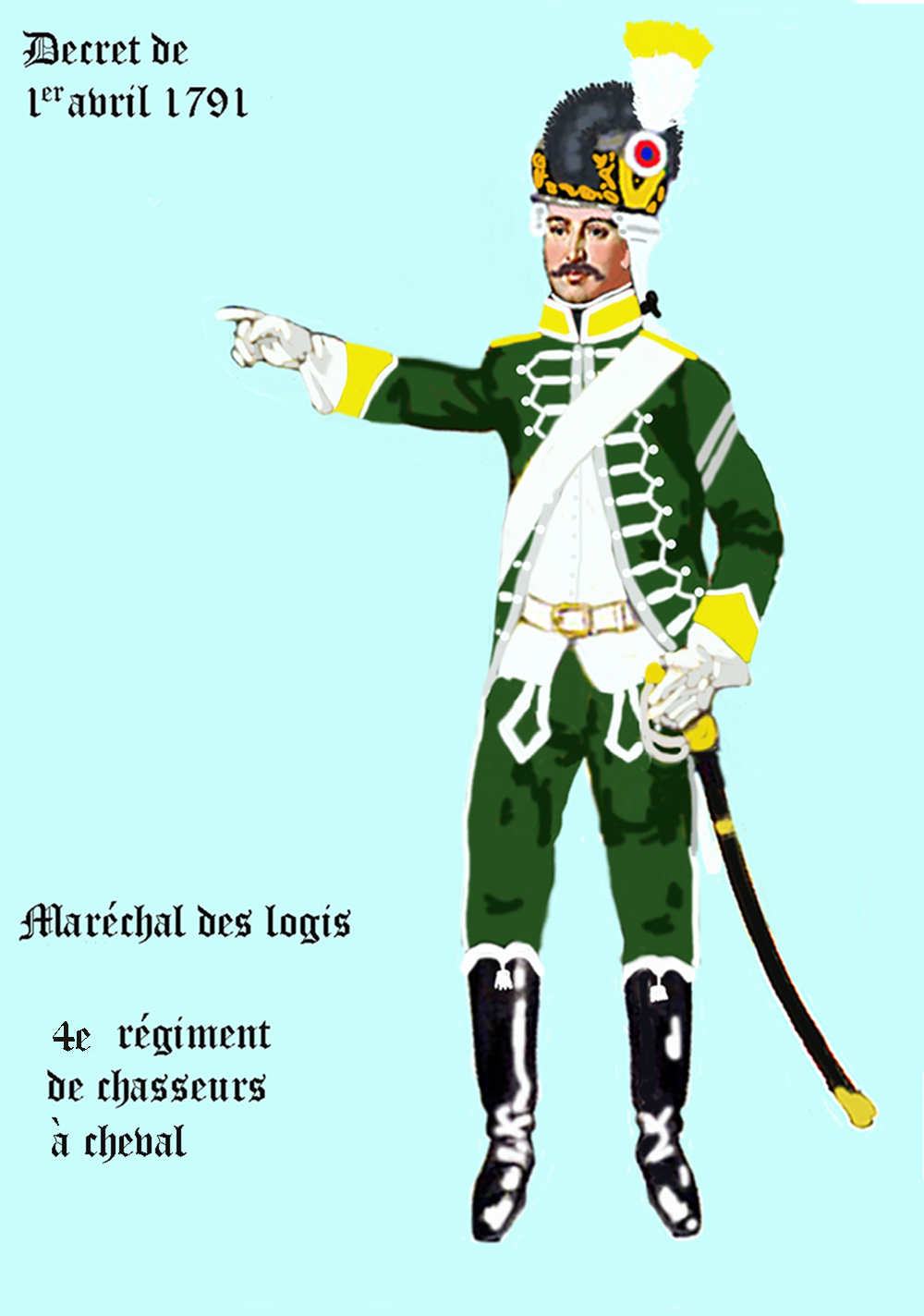
L'uniforme du 4e régiment de chasseurs à cheval par décret de 1791

## Historique

### Mestres de camp et colonels
- 11 novembre 1675 : Claude Antoine de Dreux, comte de Nancré, maréchal de camp le 20 juillet 1658, lieutenant général des armées du roi le 18 avril 1672, † 2 avril 1689
- 11 novembre 1676 : marquis de Bursard
- 4 août 1681 : Philibert Emmanuel de Froulay, chevalier de Tessé, brigadier le 10 mars 1690, maréchal de camp le 30 janvier 1691, lieutenant général des armées du roi le 3 janvier 1696, † 20 août 1701
- 2 avril 1692 : Henri, comte de Senneterre, brigadier le 1er octobre 1702, maréchal de camp le 26 octobre 1704, lieutenant général des armées du roi le 8 mars 1718, † 1er avril 1746
- 1705 : marquis de Belabre
- 1723 : Louis de Bréhan, comte de Plélo, † 27 mai 1734
- 1729 : marquis de Nicolaï
- 27 juin 1731 : Antoine Chrestien, chevalier de Nicolaï, frère du précédent, brigadier le 1er janvier 1740, maréchal de camp le 2 mai 1744, lieutenant général des armées du roi le 10 mai 1748, maréchal de France en 1775, † 10 mars 1777
- 1744 : comte de Bartillat
- 29 novembre 1748 : Antoine Marie, comte d’Apchon, brigadier le 15 août 1758, maréchal de camp le 20 février 1761
- 1761 : marquis de Nicolaï
- 1763 : chevalier d’Iselin de Lanan
- 11 novembre 1782 : Étienne Narcisse de Durfort, vicomte puis comte de Durfort, † 2 mars 1839
- 1791 : Paul Maumigny de Verneuil
- 1791 : Joseph François de Jobal
- 1792 : Jean Baptiste Dupleix de Cadignan
- 1792 : Hyacinthe Étienne Antoine Alexandre de Rossi
- 1793 : Claude Hyacinthe Bregeot
- 1794 : Nicolas Joseph Scalfort
- 1802 : Claude Denis Noël Bruguiere, colonel en 1803
- 2 décembre 1806 : Urbain François Lambert, général de brigade le 6 août 1811, † 18 mai 1814
- 1807 : Charles Louis Narcisse Lapointe
- 1809 : Louis Jacques François Boulnois
- 1813 : Clément Louis Helion de Villeneuve de Vence, maréchal de camp en 1817, † 9 février 1834
- 1815 : Louis Alexis Desmichels
- 26 mars 1815 : François Joseph Marie Clary, maréchal de camp le 23 août 1814, † 27 janvier 1841

### Campagnes et batailles
- 29. juin 1734: Bataille de San Pietro (Nicolaï dragons)

Le 4e régiment de chasseurs a fait les campagnes de 1792 à 1794 à l’armée du Rhin.

Campagnes de l’an IV à l’armée de Rhin-et-Moselle ; an V aux armées de Rhin-et-Moselle et d’Italie ; ans VI et VII à l’armée de l’Ouest ; ans VIII aux armées de Batavie et d’Italie ; an IX à l’armée d’Italie. Faits d’armes : bataille de Rastadt et affaire de Caudern, les 5 juillet et 25 octobre 1796 ; bataille d’Alkmaer et de Kastricum, les 2 et 6 octobre 1799.
Le 4e régiment de chasseurs à cheval a fait les campagnes de l’an XII au cantonnement de Saintes ; an XIII, Piémont ; an XIV à l’armée d’Italie ; 1806 et 1807 à l’armée de Naples ; 1808 aux armées de Naples et d’Italie ; 1809 et 1810 à l’armée de Naples ; 1811 à l’armée d’Italie ; 1812 au corps d’observation de l’Elbe (3e de la Grande Armée) ; 1813 à la Grande Armée ; 1815 au 2e corps d’armée.

### Personnalités
- Louis Pierre Nolasque de Balbes de Berton de Crillon capitaine au « régiment d'Apchon dragons »